# Zöld káder
A zöld káder a horvát katonaszökevény csoportok neve, mely csoportok tagjai az első világháború idején dezertáltak az osztrák–magyar hadseregből. A kötelező sorozások elől, vagy a frontokon bekövetkezett súlyos veszteségek, és az egyre nehezebb háborús élet miatt számuk egyre növekedett. Csoportosan erdőkben bujkáltak, és rabló életet éltek. Pénzükért gyakran kiraboltak kereskedőket és gazdag parasztokat. Az Osztrák–Magyar Monarchia bomlásának kezdetén, az államiság gyengülését jelző zavargásokban a nemesség számos birtokát, kastélyát és lakhelyét kifosztották és felégették.

## Történetük
A háborús gazdálkodásban jelentkező hiányosságok, a szabálysértést követő rekvirálások, a tömeges elszegényedés és ugyanakkor egyesek jelentős meggazdagodása a falvak parasztsága körében növelte az elégedetlenséget, s ez együtt járt a zöld káderek elfogadásával, megértésével. A falvakban voltak támogatóik (általában rokonok), akik ételt és ruházatot küldtek nekik. A banditák közt a szlavofób, soviniszta törekvések, érzelmek is jelentkeztek.
A zöld káder Boszniára és Hercegovinára is átterjedt, nagy számban gyújtották fel a bégek lakóhelyét.
A háború vége előtt több mint 50 000 fegyveres dezertőr volt a Horvát Királyság, Szlavónia és Dalmácia erdőiben, de a háború Magyarországra kiterjeszkedésével a Szerémségben, a Fruska Gora rengetegeiben is megjelentek. Ekkor már a szervezetten felfegyverzett nagyobb csoportoknál érződött az orosz forradalmi eszmék hatása, ám a zöld kádereknek nem volt egy olyan értelmiségi csoportjuk (pártcsoport), amely kidolgozott volna egy összehangolt, egységes politikai programot, tervet. Nem volt a csoportokat összefogó központi vezetés sem, így ha néha támadásaik célpontjai politikai személyiségek is voltak − különféle helyi vezetők és papok −, azok nem a társadalom egészének forradalmi átalakítását kívánó tettek.
1918 őszén a kettős monarchia felbomlását követően a horvátok a szlovénekkel együtt Nemzeti Tanácsot alakítottak, amely a szábortól megkapta október végén a kormányzás jogát és ezzel az ország politikájának vezetését és az országban minden hatalom gyakorlását. A Szlovén–Horvát–Dalmát Állam politikai elképzeléseinek kudarcba fulladása után kénytelen volt kérni a Szerb–Horvát–Szlovén Királysággal és Montenegróval való egyesülést. Ez a döntés a zöld káderek zavargásának lavináját indította el. A zöld káderek tagjai rajtaütéseket és rablásokat hajtottak végre katonai és vasúti állomásokon, élelmiszer-raktárakban és uradalmakban, valamint üzletekben és magánépületekben. Október végén, november folyamán és december nagy részében a Nemzeti Tanács felkészületlen fegyveres erői (Népőrség) összecsaptak különböző politikai jellegű tömegmozgalommal, de a zöld káderekkel is. A szerb és az antant hadsereg ugyancsak részt vett a nyugtalanság megfékezésében. A zavargásokat 1918. november közepéig nagyrészt elfojtották, bár decemberben egyes helyeken még zavargások robbantak ki. A Nemzeti Tanács fegyveres kényszerítő eszközei és az agrárreform ígérete egyaránt a paraszti mozgalmak és a zöld káderek felszámolását eredményezték.
Az első világháború után a zöld káder egyik leghíresebb tagja Jovan Stanisavljević "Čaruga" (hr) (1897−1925) volt.
Miroslav Krleža (1893–1931) a "Hrvatski bog Mars" című novellafüzérében (befejezetlen regényeiben) többször írt a zöld káderekről. Fogalmi meghatározásukat is próbálja megadni.

## Fordítás
- Ez a szócikk részben vagy egészben  a   Zeleni kadar című horvát Wikipédia-szócikk ezen változatának fordításán alapul.  Az eredeti cikk szerkesztőit annak laptörténete sorolja fel. Ez a jelzés csupán a megfogalmazás eredetét és a szerzői jogokat jelzi, nem szolgál a cikkben szereplő információk forrásmegjelöléseként.